# Benzingia estradae
Benzingia estradae es una especie de orquídeas epifita. Es originaria del oeste de Sudamérica.

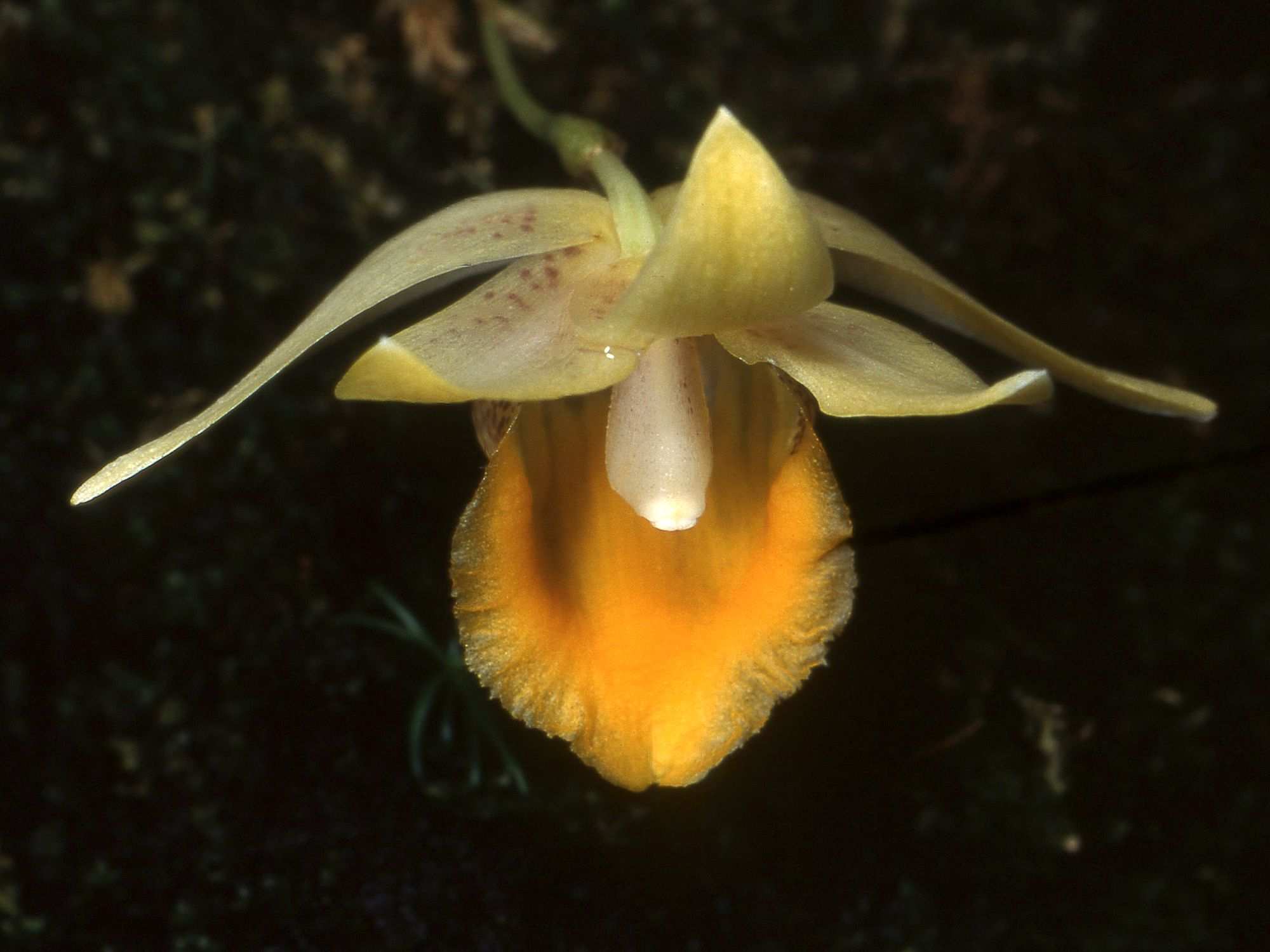
Detalle de la flor

## Descripción
Es una orquídea de pequeño tamaño que  prefiere el clima caliente a frío, tiene un hábito creciente epífita  con tallo erecto envuelto por varias vainas dísticas, erectas, articuladas a las hojas conduplicadas estrechamente obovadas, y agudas. Florece en casi cualquier época del año en una inflorescencia axilar de 7 cm de largo con una sola flor,  inflorescencia con 2 a 3 pequeñas brácteas.

## Distribución y hábitat
Se encuentra en el suroeste de Ecuador en los bosques montanos muy húmedos en elevaciones de 600 a 1100 metros.  

## Taxonomía
Benzingia estradae fue descrito por (Dodson) Dodson y publicado en Lankesteriana: La Revista Cientifica ....  9(3): 527. 2010.
Etimología
Benzingia: nombre genérico otorgado en honor de David Benzing, un biólogo de la Oberlin College (Ohio, EE. UU.).
estradae: epíteto nombrado en honor de Estrada, un entusiasta de las orquídeas ecuatoriano.
Sinónimos
- Chondrorhyncha estradae Dodson[4][5]